# Робин Гуд (фильм, 1922)
«Робин Гуд» (англ. Robin Hood) — американский чёрно-белый немой художественный фильм режиссёра Аллана Двона с участием популярной звезды немого кино Дугласа Фэрбенкса о средневековом герое английских народных баллад. Фильм, снятый в 1922 году стал одним из самых кассовых фильмов 1920-х годов. Лауреат «Медали почёта» от журнала Photoplay.

## Сюжет
Граф Хантингтон вместе с королём Ричардом Львиное Сердце отправляются в Крестовый поход. В своё отсутствие, король передает бразды правления брату, герцогу Джону, который вскоре начинает вести себя как жестокий и беспощадный тиран. Подстрекаемый сэром Гаем Гисборном Джон узурпирует трон Ричарда. Когда Хантингтон получает сообщение от леди Мэриан и узнаёт о происходящем, он испрашивает у короля разрешения вернуться в Англию, но король не верит в измену брата. Несмотря на это, Хантингтон пытается вернуться любой ценой, и… попадает в засаду Гая Гисборна. Его заключают в тюрьму по обвинению в дезертирстве. Тем не менее, Хантингтону удаётся сбежать и вернуться в Англию, где он рискуя жизнью решает принять меры против принца Джона и восстановить трон для короля Ричарда. Вместе со старыми своими приятелями он направляется в Ноттингем, где взяв себе имя — Робин Гуд, он и его команда начинают грабить богатых, раздавая затем всё беднякам. Робин Гуд становится народным героем, но его лихие подвиги — головная боль для принца Джона и его людей, который держит заложницей леди Мэриан. В конце концов, Робину удаётся освободить из заточения леди Мэриан, но при этом он сам оказывается захваченным. Возвращение короля Ричарда восстанавливает порядок.

## Съёмки
Фильм, который имел производственное название «Дух рыцарства» и полностью финансировался Дугласом Фэрбенксом был одним из самых высокобюджетных в кинопроизводстве 1920-х годов. Он снимался в новых студиях в Санта-Барбаре, которыми совместно владели Фэрбенкс и Мэри Пикфорд. Там художественный руководитель проекта Уилфред Бакленд при помощи 500 работников, включая плотников и каменщиков построил огромные по тем временам декорации, в том числе большой замок длиной в 200 метров. Часть сценографии разрабатывал известный архитектор Ллойд Райт. Художником по костюмам был Митчел Лейзен, впоследствии ставший известным кинорежиссёром. Режиссёр фильма Аллан Двон отмечал, что исполнитель роли Робин Гуда Дуглас Фэрбенкс (а по совместительству автор сценария и продюсер ленты) был настолько загружен масштабом производственного процесса, что не было времени для творчества.

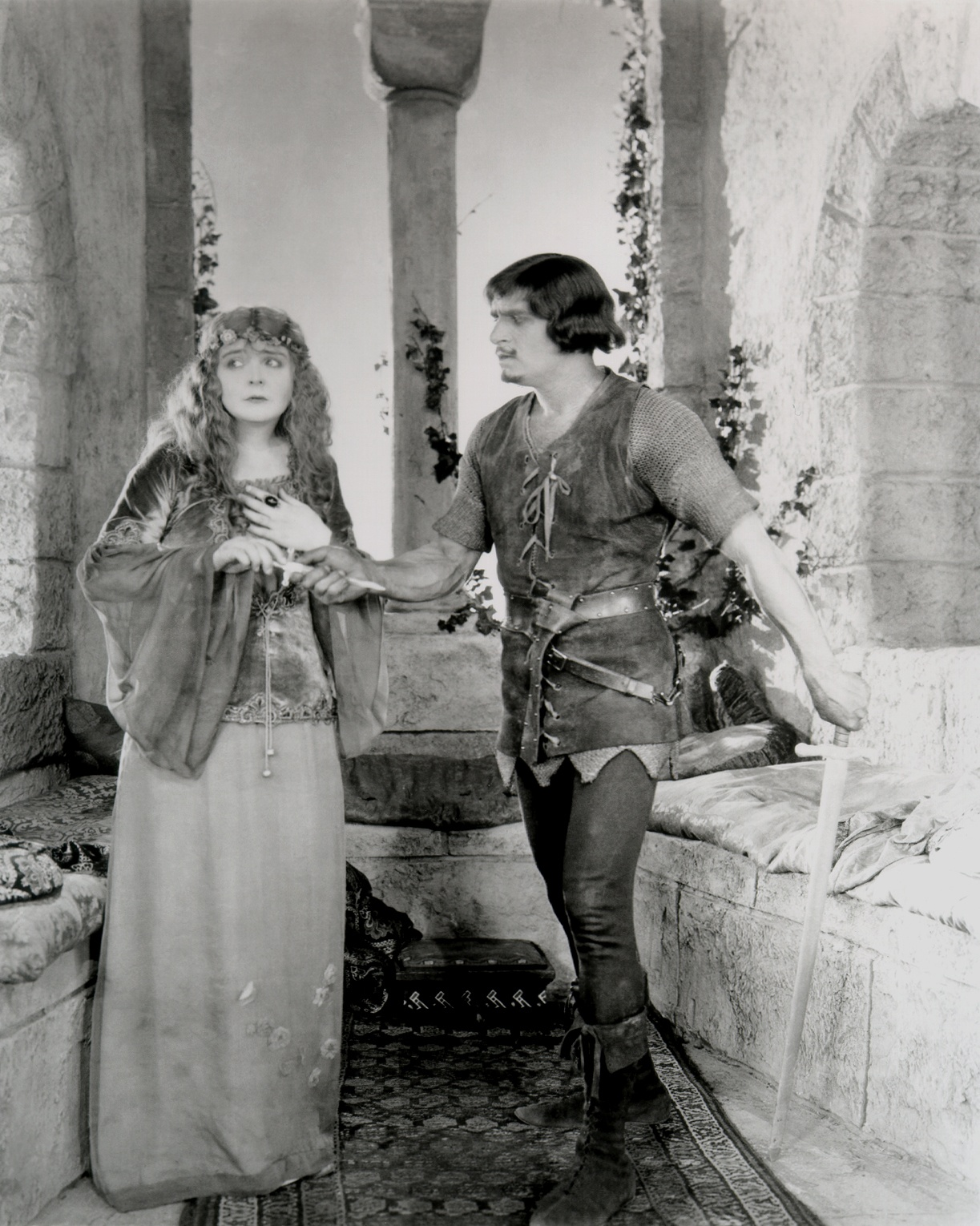
Энид Беннетт в роли Девы Мэриан и Дуглас Фэрбенкс в роли Робин Гуда

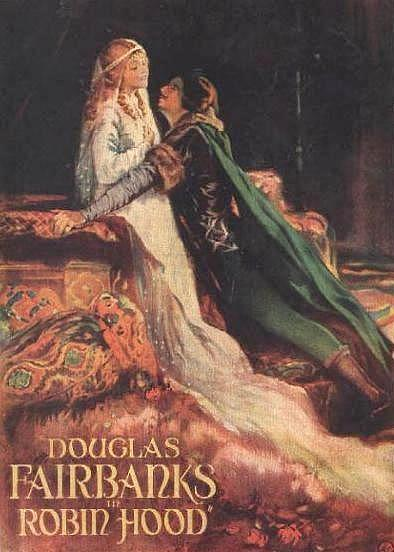
Постер к фильму

## В ролях
- Дуглас Фэрбенкс — граф Хантингтон / Робин Гуд
- Уоллес Бири — король Ричард Львиное Сердце
- Сэм Де Грассе — принц Джон
- Энид Беннетт — Дева Мэриан
- Пол Дики — сэр Гай Гисборн
- Уильям Лоури — шериф Ноттингемский
- Рой Коулсон — королевский шут
- Билли Беннетт — придворная дама
- Мэрилл МакКормик — слуга принца Джона
- Уилсон Бендж — слуга принца Джона
- Уиллард Луис — монах
- Алан Хейл — Маленький Джон
- Бад Джиари — Уилл Скарлетт
- Фрэнк Остин — Аллан-Дейл
- Тед Биллингс — крестьянин
- Энн Доран — паж Ричарда (впервые на экране)

## Премьеры
- США — 18 октября 1922 года состоялась голливудская премьера фильма в знаменитом Египетском кинотеатре Граумана. «Робин Гуд» стал первым кинофильмом, удостоившийся такой чести.
- Франция — Европейская премьера фильма состоялась 23 марта 1923 года в Париже.
- СССР — 1925 (после введения нэпа в 1921 году рубль стал конвертиуемым платежным средством не только внутри страны, но и за её пределами. Тогда то и было принято решение «Совкино» о широкой демонстрации американских картин на наших экранах, среди которых попал к нам и «Робин Гуд»[2]).

## Приём
Фильм в целом получил положительные отзывы. На Rotten Tomatoes он получил совокупную оценку 100% и средний рейтинг 8,6/10 на основе 7 рецензий. Биограф Фэрбенкса, Джеффри Вэнс, оценил фильм в 2008 году следующим образом: «Дуглас Фэрбенкс в Робин Гуде - самое важное наследие богатой жизни и карьеры Дугласа Фэрбенкса. Возвышающиеся декорации  давно исчезли, а персонажи были переосмыслены, но фундамент, на котором был построен фильм, и культура, которую он создал, существует по сей день ... Создание Дугласа Фэрбенкса в «Робин Гуде» заняло почти год его жизни, и этот опыт заложил основу для всех его последующих постановок немого кино. 